# Fabiana Luperini
Fabiana Luperini (Pontedera, 14 de juliol de 1974) és una ciclista italiana professional durant més de vint anys. Especialista en curses per etapes, ha guanyat cinc cops el Giro d'Itàlia i tres vegades el Tour ciclista femení. També s'ha proclamat campiona nacional en ruta quatre cops.

## Palmarès
- 1993
  - 1a al Giro del Friül
  - 1a al Gran Premi Okinawa
- 1994
  - 1a al Trofeu Alfredo Binda
  - Vencedora de 2 etapes al Gracia Tour
- 1995
  - 1a al Giro d'Itàlia i vencedora de 2 etapes
  - 1a al Tour ciclista femení i vencedora de 3 etapes
  - 1a al Giro del Trentino i vencedora de 2 etapes
- 1996
  -  Campiona d'Itàlia en ruta
  - 1a al Giro d'Itàlia i vencedora de 5 etapes
  - 1a al Tour ciclista femení i vencedora de 3 etapes
  - 1a al Giro del Trentino i vencedora de 2 etapes
- 1997
  - 1a al Giro d'Itàlia i vencedora de 3 etapes
  - 1a al Tour ciclista femení i vencedora de 3 etapes
  - Vencedora d'una etapa al Giro del Trentino
- 1998
  - 1a al Giro d'Itàlia i vencedora de 3 etapes
  - 1a a la Fletxa Valona femenina
  - 1a al Tour de l'Aude i vencedora de 2 etapes
  - Vencedora de 2 etapes al Gran Bucle
  - Vencedora de 3 etapes al Giro del Trentino
- 1999
  - 1a al Giro del Trentino i vencedora d'una etapa
- 2000
  - 1a al Trofeu Alfredo Binda
  - Vencedora d'una etapa al Giro del Trentino
- 2001
  - 1a a la Fletxa Valona femenina
  - 1a al Trofeu Costa Etrusca
  - Vencedora de 3 etapes al Gran Bucle
  - Vencedora d'una etapa al Giro del Trentino
- 2002
  - 1a al Giro del Trentino i vencedora d'una etapa
  - 1a a la Fletxa Valona femenina
- 2003
  - Vencedora d'una etapa al Tour de l'Aude
  - Vencedora d'una etapa a l'Emakumeen Bira
  - Vencedora de 2 etapes al Gran Bucle
- 2004
  -  Campiona d'Itàlia en ruta
  - 1a al Tour de Berna
- 2005
  - Vencedora d'una etapa a la Gracia Orlová
  - Vencedora d'una etapa a l'Emakumeen Bira
- 2006
  -  Campiona d'Itàlia en ruta
  - 1a a l'Emakumeen Bira i vencedora d'una etapa
  - 1a al Gran Premi de Brissago
  - 1a al Trofeu Costa Etrusca
  - 1a al Giro del Friül
- 2007
  - 1a a la Copa del món ciclista femenina de Mont-real
  - Vencedora d'una etapa al Tour de l'Aude
  - Vencedora de 2 etapes al Tour de l'Ardecha
- 2008
  -  Campiona d'Itàlia en ruta
  - 1a al Giro d'Itàlia i vencedora de 2 etapes
  - 1a al Giro del Trentino i vencedora d'una etapa
  - 1a al Gran Premi de Plouay
- 2009
  - Vencedora d'una etapa a la Gracia Orlová
  - Vencedora d'una etapa a la Volta a Turíngia
- 2012
  - Vencedora d'una etapa al Giro del Trentino